# Centralen (företag)
Centralen är ett transportföretag i Västra Götalands län som startades 1 januari 2008 efter en sammanslagning av de båda lastbilscentralerna Trollhätteåkarnas Last AB (T-Last) och LBC Vänersborg AB. Centralens juridiska namn är Lastbilscentralen i Tvåstad AB, och företaget har sitt säte i Trollhättan.
Centralen hade år 2008 ca 430 miljoner kronor i omsättning och sysselsätter ca 200 fordon i verksamheten.